# Músculo ari-epiglótico
El músculo aritenoepiglótico (Aryepiglotticus) es un músculo que se encuentra en la región posterosuperior de la laringe; es un músculo delgado y par.
Se inserta, por abajo en el vértice del cartílago aritenoides; por arriba, en el borde de la epiglotis.
Lo inerva el nervio laríngeo recurrente.
Junto con el aritenoideo oblicuo, realiza la función de depresor de la epiglotis.
- Datos: Q5556938